# Christophe Glaser
Pour les articles homonymes, voir Glaser.
Christophe Glaser (ou Christophle) est un pharmacien suisse, né en 1629 à Bâle et mort vers 1672.

## Biographie
Il fait ses études de médecine et de pharmacie à l’université de Bâle. Après celles-ci, il voyage en Europe, notamment en Carniole, en Hongrie et en Transylvanie, où il étudie notamment les mines.
Dans les années 1650, il ouvre une officine à Paris. Antoine Vallot, surintendant du Jardin du roi, lui offre la chaire de chimie devenue vacante après le départ de Nicaise Le Febvre en 1660. Mais en 1665, Guy-Crescent Fagon reçoit la seconde chaire de chimie en remplacement d’Urbain Baudinot. Glaser se voit alors contraint de devenir l’assistant de Fagon, ce qui ne se fit pas sans conflit. Il finit par quitter ses fonctions en 1671.
Il fut un temps soupçonné d’avoir confectionné le poison utilisé par la marquise de Brinvilliers dans l’affaire des poisons.
Il publie en 1663 à Paris, le Traicté de la chymie, enseignant par une briève et facile méthode toutes ses plus nécessaires préparations, qui comporte certaine partie d’alchimie. Son traité se base sur cinq principes : l’esprit, le sel, le soufre, l’eau et la terre.

## Publications
- Traite de la chymie enseignant par une briève et facile méthode de toutes ses plus nécessaires préparations, 1663 — Numérisation e-rara.